# 国鉄ワフ25000形貨車
国鉄ワフ25000形貨車（こくてつワフ25000がたかしゃ）は、かつて日本国有鉄道（国鉄）およびその前身である鉄道省等に在籍した有蓋緩急貨車である。
本形式から改造された派生形式であるワフ35000形についても、本稿にて記述する。

## 概要
本形式は、1938年（昭和13年）から1942年（昭和17年）にかけて日本車輌製造にて910両（ワフ25000 - ワフ25909）が製造された、8トン積二軸有蓋緩急車である。
前級ワフ21000形では、車掌室のスペースを多く取ったため貨物室の荷重は2トンであったが、国が戦時体制に移行したのに伴い、輸送力増強の必要から車掌室を必要最小限に縮小して貨物室を多く取った設計となった。そのため、ワフ21000形で設けられていた出入台は廃止されている。車掌室の側面には窓1個と片開き戸1枚が、妻面中央には窓が1個設けられている。車掌室の屋根上にはガーランド型通風器が1個設けられている。
車体は鋼製で、貨物室には幅1,500mmの鋼製片引戸が1か所（片側）に設けられている。走り装置の軸ばね吊り受けは（一段）リンク式で、最高運転速度は65km/h、車軸は12t長軸である。貨物室の寸法は、長さ5,010mm、幅2,200mm、高さ2,200mm、床面積11.0m2、容積24.2m3である。全長は7,850mm、全幅は2,640mm、全高は3,710mm、軸距は4,200mm、自重は9.2tで、車軸位置は貨物室側にオフセットしてあり、車掌室側のオーバーハングは1,635mm、貨物室側のオーバーハングは1,215mm（いずれも端梁までの長さ）である。

## 近代化改造
ワフ25000形は太平洋戦争後もそのまま使用されたが、車掌室設備の適正化を図ったワフ29500形が1955年（昭和30年）に登場するにおよび、本形式の執務環境の悪さが問題視されるようになった。そこで、1960年（昭和35年）から1965年（昭和40年）にかけ、844両に対し国鉄工場でワフ29500形に準じた設備への改善工事を実施した。これにより、車掌室が拡大されてストーブが設置され、出入台も設けられた。そのため、貨物室の荷重は5トンに減少した。同時に走り装置も二段リンク式に改造して、最高運転速度は75km/hに向上した。この改造により、形式はワフ35000形に改められた。新車号は原番に10000を加えたものとされ、ワフ35000 - 35909となったが、下記の改造車や戦災廃車を含めて66両分の欠番が生じている。貨物室の長さは3,255mm、床面積は6.8m2、容積は15.0m3、自重は10.0tとなった。1967年（昭和42年）以降、電灯設備が整備され、床下に蓄電池箱と車軸発電機が取り付けられた。
この改造に漏れたワフ25000形については、原則廃車となったが、1968年（昭和43年）10月1日ダイヤ改正以降は1両が書類上残存し、1983年（昭和58年）まで在籍した。ワフ35000形は、他の有蓋緩急車とともに全国で使用されたが、1985年（昭和60年）3月14日のダイヤ改正で実施された車掌車の連結廃止によって用途を失い、1986年（昭和61年）までに全車廃車となった。

## 簡易暖房車への改造
北海道に多く残っていた混合列車において、客車に暖房用蒸気を供給するための暖房車に本形式から5両が改造されている。これらは1951年（昭和26年）3月から1952年（昭和27年）1月にかけて、苗穂工場で落成した。当初は車掌車（貨車）に分類されヨ7000形（ヨ7000 - ヨ7004）とされたが、車両の管理上問題があることから、トキ900形改造の増備車が登場した1952年（昭和27年）3月に客車に類別変更され、ヌ1000形（ヌ1000 - ヌ1004）に、さらに1953年（昭和28年）6月1日付けで実施された称号規程改正により、ヌ100形（ヌ100 - ヌ104）に改番された。その後、北海道においても客貨分離や客車へのウェバスト式温気暖房装置の設置が進んだため余剰となり、1964年（昭和39年）から1966年（昭和41年）にかけて廃車となった。
番号の変遷は次のとおりである。
- ワフ25142 → ヨ7000 → ヌ1000 → ヌ100
- ワフ25149 → ヨ7001 → ヌ1001 → ヌ101
- ワフ25197 → ヨ7002 → ヌ1002 → ヌ102
- ワフ25244 → ヨ7003 → ヌ1003 → ヌ103
- ワフ25348 → ヨ7004 → ヌ1004 → ヌ104

## 譲渡
太平洋戦争後間もない1947年（昭和22年）に6両（ワフ25204, ワフ25223, ワフ25373, ワフ25409, ワフ25577, ワフ25904）が、高松琴平電気鉄道に譲渡され、電車用の制御車11000形に改造された。輸送力増強のための窮余の一策として実施されたもので、電車としての使用期間も長くなかったが、特殊な使用例として特筆される。
1950年（昭和25年）12月に、1両（ワフ25024）が三岐鉄道に譲渡され、ワフ5となった。その後1970年（昭和45年）2月に廃車解体となった。

## 保存
廃車後もワフ35597が宇都宮貨物ターミナル駅に放置されていたが、2011年（平成23年）に若桜線SL遺産保存会が購入、鳥取県八頭郡八頭町にある若桜鉄道八東駅に搬入し、静態保存している。
ワフ35893が大分県九重町のキャンプ場、くじゅうエイドステーションにて、客室として利用されている。